# Microsoft Edge
Microsoft Edge, conegut també amb el nom en clau de Project Spartan, és un navegador web desenvolupat per Microsoft. És inclòs a Windows 10 per a reemplaçar Internet Explorer. Segons Microsoft, la seva evolució a partir d'Internet Explorer permet veure-ho i sentir-ho diferent.

## Abans del llançament
El desembre del 2014, Mary Jo Foley va anunciar que Microsoft estava desenvolupant un navegador web, denominat en clau com "Spartan", per Windows 10. Si bé utilitzarà versions de components utilitzats per l'anterior navegador web de Microsoft, Internet Explorer, com Trident i el motor de JavaScript. Chakra, s'espera que "Spartan" sigui tractat com un producte nou, separat d'Internet Explorer. Internet Explorer 11 serà retingut, juntament amb Windows 10, per qüestions de compatibilitat, però es considerarà obsolet en un futur, a favor d'"Spartan".
El gener del 2015, Boy Genius Report va obtenir una captura de pantalla on suposadament es veu una build d'"Spartan", y The Verge va obtenir detalls més profunds gràcies a fonts properes a Microsoft.

## Característiques
"Edge" utilitza una interfície minimalista, amb similituds a Google Chrome i Mozilla Firefox. Integra plataformes online de Microsoft: l'assistent Cortana per control de veu, funcionalitats de cerca, i informació dinàmica relacionada amb els llocs web a la barra de direccions. Els usuaris poden realitzar anotacions a pàgines web, que poden ser desades i compartides mediant OneDrive. Microsoft també inclou una botiga en la que els usuaris poden descarregar extensions que afegeixen noves funcionalitats al navegador. El navegador té versions d'escriptori per a Windows i macOS i versions mòbils en Android, iOS i Windows Phone, i comparteix els elements d'interfície d'usuari entre ells.
El 29 d'abril es va presentar a la Build 2015 el nom oficial de l'explorador, Microsoft Edge.